# 朝日学生新聞社
株式会社朝日学生新聞社（あさひがくせいしんぶんしゃ）は、日本の新聞社であり、朝日新聞社の子会社にあたる。
子供向けの新聞（朝日小学生新聞、朝日中高生新聞）の発行と書籍の出版が主な業務である。また、小学校高学年向けの児童文学小説を対象とした朝日学生新聞社児童文学賞を主催している。

## 沿革
- 1967年3月 会社設立
- 1967年4月 「朝日小学生新聞」（朝小）を創刊
- 1969年9月 「朝日小学生新聞」にて4コマ漫画『ジャンケンポン』（泉昭二作）連載開始
- 1975年4月 「朝日中学生ウィークリー」（朝中）を創刊
- 1986年4月　「朝日小学生新聞」にて漫画『落第忍者乱太郎』（尼子騒兵衛作）連載開始
- 1996年8月 ホームページ開設
- 2011年4月 「こどもアサヒデジタル（現：ジュニア朝日海外電子版）」（朝小と朝中の海外向け電子版）開始
- 2014年10月「朝日中学生ウィークリー」を「朝日中高生新聞」に改題